# Nikolaikirche (Urfahr)

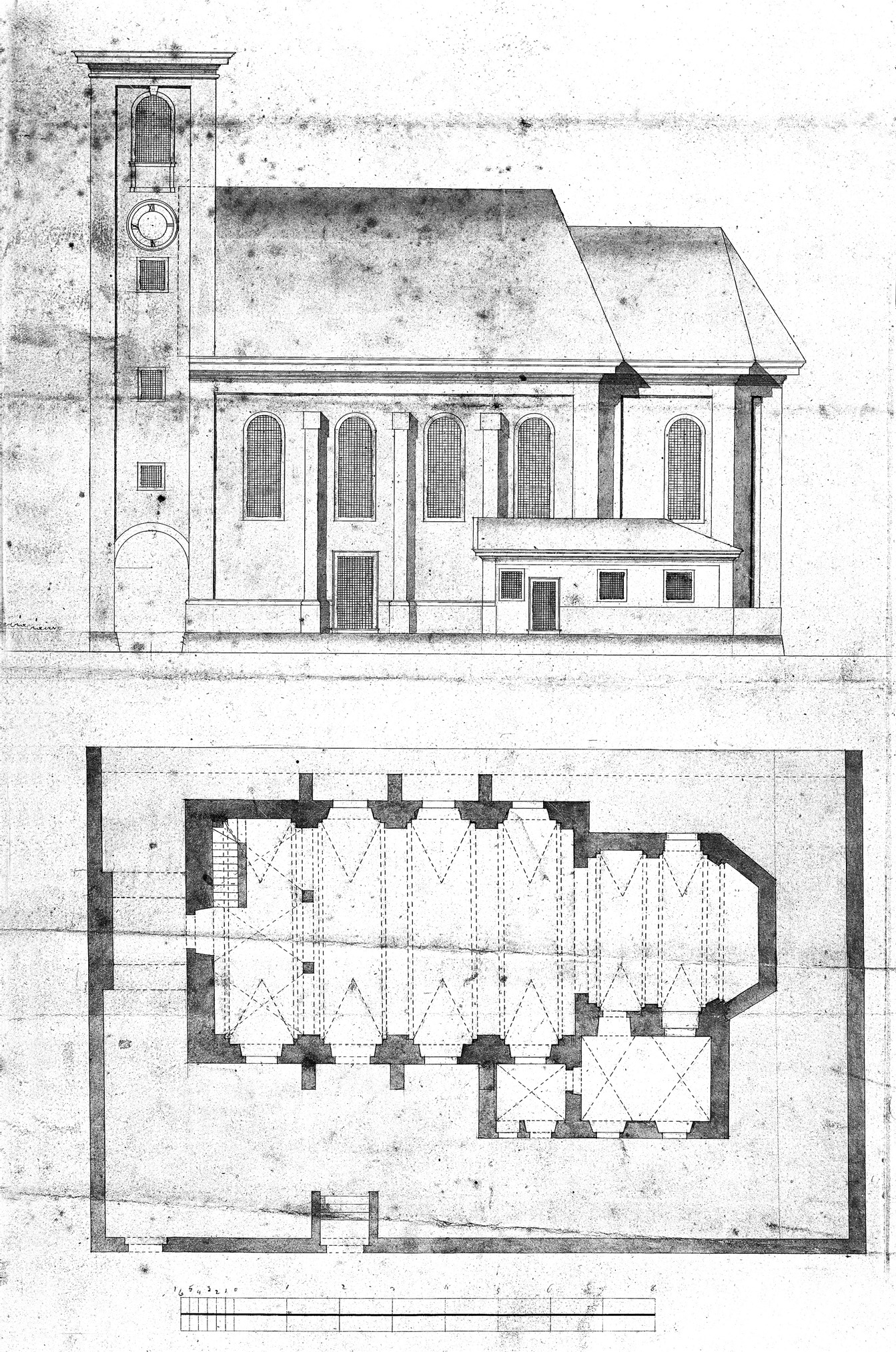
Ansicht und Grundriss der barockisierten Kirche

Die Nikolaikirche in Linz/Urfahr (auch St. Nikolauskirche) war ein ehemaliges römisch-katholisches Kirchengebäude von um 1500. Nach ihrer Profanierung 1789 diente sie zuerst als Getreideschüttkasten und später als Wohnhaus. 1975 wurde sie zusammen mit anderen Gebäuden für den Bau des Neuen Linzer Rathauses abgerissen.

## Geschichte
Der Kirchenbau geht auf einen Gnadenbrief Kaiser Friedrichs III. von 1492 zurück, in dem dieser den Urfahranern gestattete, in einer eigenen Kapelle Messen lesen zu lassen. 1505 weihte der Bischof der Diözese Passau, zu der Oberösterreich damals gehörte, diese Kapelle. Ihr Hauptaltar war dem heiligen Nikolaus und dem heiligen Christophorus geweiht, die zwei Seitenaltäre dem heiligen Sebastian und dem heiligen Leopold, bzw. den vierzehn Nothelfern. Bereits im Gnadenbrief war bestimmt gewesen, dass das neue Gotteshaus den Einfluss der Linzer Stadtpfarre nicht schmälern durfte, so wurde keine eigene Pfarre gegründet. Auch dürfte das Geld ausgegangen sein: Auf einer Ansicht Urfahrs von 1511/1513, deren Original sich im Nationalmuseum Budapest befindet, ist ein noch unfertig wirkender hoher gotischer Bau mit Dachreiter zu sehen.
Ende des 16. bis Anfang des 17. Jahrhunderts fanden in der Kirche wohl überwiegend lutherische Gottesdienste statt, dies änderte sich mit der endgültigen Durchsetzung der Gegenreformation ab 1626. Seit 1632 predigten Jesuiten in Urfahr. In den Jahren 1706 und 1707 wurde das gotische Gebäude erweitert und barockisiert, dabei erhielt es, anstatt des alten Dachreiters, einen Turm.
Im Zuge der josephinischen Kirchenreformen wurde die Pfarre Urfahr im benachbarten, 1785 aufgehobenen Kapuzinerkloster eingerichtet. Die ehemalige Klosterkirche fand als neue Urfahrer Pfarrkirche Verwendung. Die Übersiedlung der Pfarre führte 1789 zur Profanierung der Nikolaikirche. Der Urfahraner Ortsfriedhof, der sich bei der Nikolaikirche befunden hatte, wurde in den ehemaligen Klostergarten verlegt. Danach diente das Gebäude als Getreideschüttkasten und nach einem Umbau 1824, bei dem unter anderem der Turm bis zur Dachgleiche abgetragen wurde, als Wohngebäude. Für den Bau des Neuen Rathauses wurde das Gebäude schließlich 1975 abgerissen.

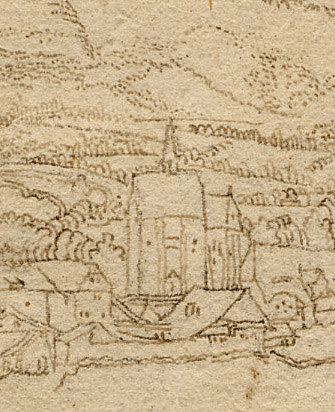
Ansicht um 1511/13
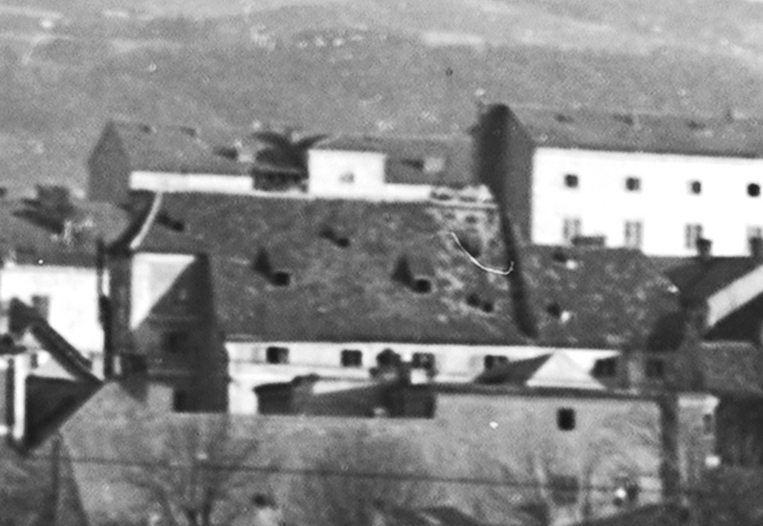
Die Nikolaikirche als Wohnhaus (1949)

## Andenken

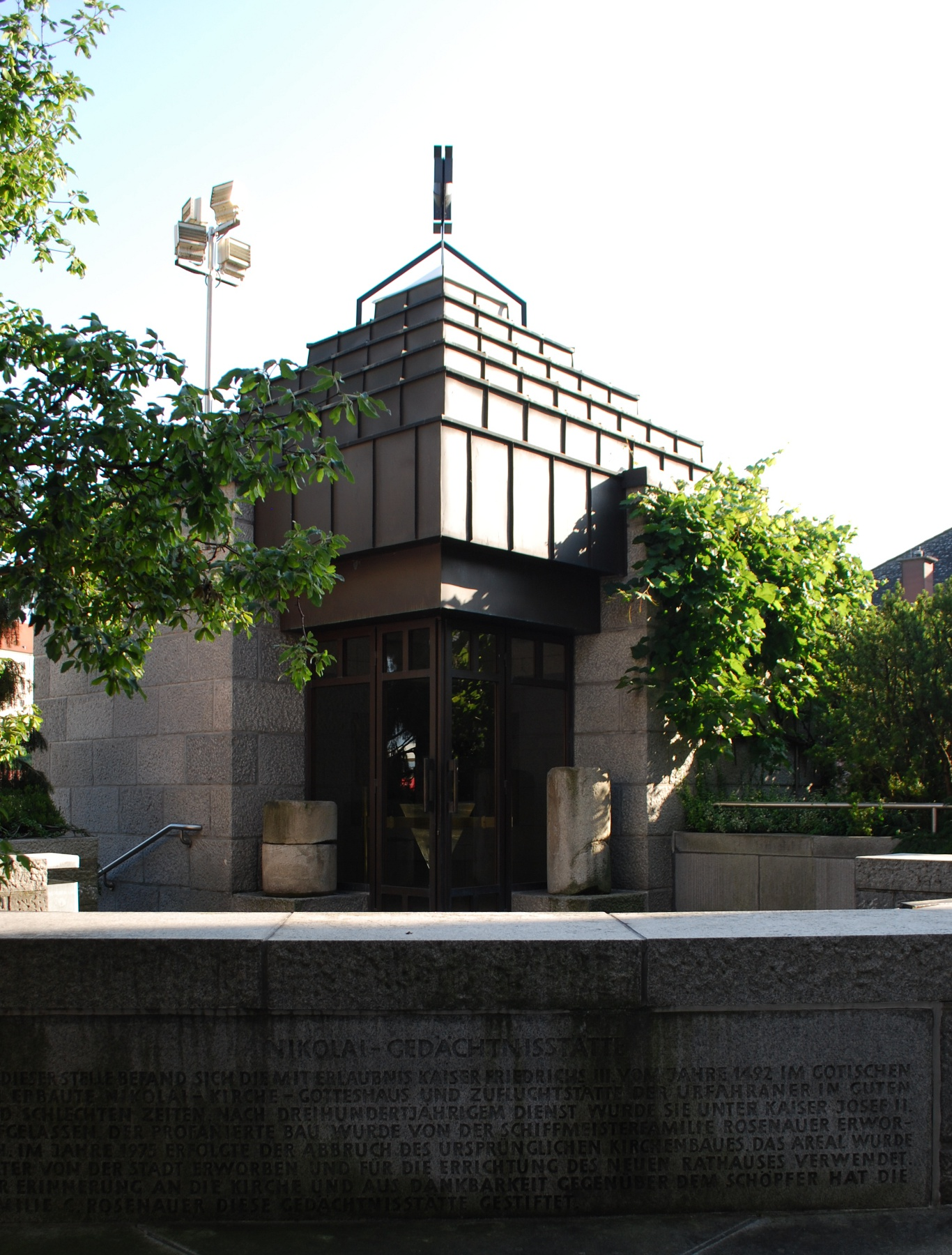
Gedenkraum Nikolaikapelle

Am ehemaligen Ort der Kirche beim Neuen Rathaus befindet sich seit 1985 der
„Gedenkraum Nikolaikapelle“ (auch „Nikolaikapelle“). Es ist ein quadratischer Granitbau mit abgetreppten Kupferdach. Im Inneren befinden sich eine Installation von Hans Hoffmann-Ybbs und Erinnerungsstücke an Alt-Urfahr.